# Слалом

Сла́лом (норв. slalåm — слід, що йде донизу) — загальна назва для дисциплін різних видів спорту, в яких учасники змагаються на швидкість спуску спеціальною трасою з серією воріт, позначених жердинами. Змагання зі слалому проводять гірськолижники, сноубордисти, байдарочники тощо. 
Для сноубордингу і спеціального слалому в гірськолижному спорті дистанція 500-700 м.

## Етимологія
Слово slalåm у норвезькому діалекті моргедаль складене із sla - незначний схил, і låm - лижня. У норвезькому регіоні Телемарк, де зародилися багато зимових видів спорту, слаломом називали найлегші спуски, на яких тренувалися хлопці й дівчата, для яких ще небезпечно було виходити на складніші траси.

## Гірськолижний спеціальний слалом
Серед дисциплін гірськолижного спорту слалом і гігантський слалом належать до технічних, на відміну від швидкісних - супергігантського слалому й швидкісного спуску. 
Траса, яку мають подолати спортсмени, складається із низки воріт, які позначаються парами червоних і блакитних жердин. Лижник повинен пройти всі ворота, яких на трасі для чоловіків від 55 до 75, а для жінок від 40 до 60. Ширина воріт — біля двох метрів, вони розташовані на відстані приблизно 9 метрів одні від одних[джерело?].
Переможець змагань визначається за часом, витраченим на проходження двох різних трас. 
До 80-х років XX ст. жердини на слаломних трасах були бамбуковими з прапорцями. Розвиток технології призвів до заміни бамбукових жердин пластиковими жердинами особливої конструкції, що значно змінило техніку проходження лижником траси. Якщо раніше лижники огинали жердину всім тілом, тепер вони рухаються зазвичай прямо на неї, відштовхуючи її від себе рукою, і тільки ноги проходять збоку від перешкоди. У результаті лінія руху лижника спрямляється, і відповідно, швидкість зростає. Прапорці на жердинах більше не застосовуються.